# Biblioteka Narodowa Mołdawii
Biblioteka Narodowa Mołdawii (rum. Biblioteca Naționala a Republicii Moldova) – biblioteka narodowa Mołdawii w Kiszyniowie.

## Historia
W lipcu 1830 roku Ministerstwo Spraw Wewnętrznych Cesarstwa Rosyjskiego nakazało utworzenie w miastach będących siedzibami guberni bibliotek publicznych. Organizacją biblioteki w Kiszyniowie zajął się prawnik z Bukaresztu Petru Manega. Regulamin biblioteki, na podstawie przepisów obowiązujących w podobnej bibliotece w Odessie, opracował pierwszy bibliotekarz Gavriil Bilevici. Otwarcie biblioteki (Bibliotecii Publice Guberniale) miało miejsce 22 sierpnia 1832 roku.
W 1991 roku bibliotece zmieniono nazwę na Biblioteca Națională a Republicii Moldova, czyli Biblioteka Narodowa Republiki Mołdawii.

## Budynek
Początkowo biblioteka mieściła się w budynku miejscowego gimnazjum. Dopiero w 1860 roku otrzymała osobny budynek z wyposażeniem i odpowiednimi meblami. Ponieważ zbiory wciąż rosły, w 1902 roku przeniesiono ją do nowych pomieszczeń z wentylacją, ogrzewaniem parowym i elektrycznością. W latach 1918–1940 biblioteka korzystała z pomieszczeń w miejscowym ratuszu.
Obecnie biblioteka mieści się w budynku dawnego seminarium duchownego i Wydziału Teologii Prawosławnej w Kiszyniowie, do którego jej zbiory przeniesiono w 1961 roku. Jest to jedyny zachowany budynek dawnego kompleksu budynków prawosławnej eparchii kiszyniowskiej, wzniesiony na pocz. XX w.. W 2023 roku patriarcha Rumuńskiego Kościoła Prawosławnego, Daniel, zażądał zwrotu budynku, powołując się na fakt, że w okresie międzywojennym należał on do Metropolii Besarabii.
W budynku jest 10 czytelni (w tym kilka specjalistycznych), z których może korzystać do 450 czytelników.

## Zbiory
Jako pierwsze do zbiorów włączono 428 woluminy w języku francuskim zakupione z prywatnej biblioteki pułkownika Liprandiego. Były to dzieła łacińskich i greckich klasyków. Rosyjskie Ministerstwo Oświaty przekazało książki w języku rosyjskim, a na prośbę starosty z Bukaresztu przysłano 76 woluminów w języku rumuńskim. 36 z nich zachowało się w zbiorach do dziś. Na początku XX wieku zbiory biblioteki liczyły 38 tysięcy woluminów. W 1946 roku wzrosły do ponad 140 tys. woluminów. W 1950 roku biblioteka otrzymała prawo do otrzymywania egzemplarza obowiązkowego. W 2003 roku jej zbiory liczyły 2 838 000 woluminów. Ze zbiorów mogą korzystać wszyscy obywatele Mołdawii, którzy ukończyli 17 lat.

## Czytelnia polska
W maju 2001 roku dzięki wsparciu polskiej ambasady powstała czytelnia polska. Opiekę nad nią objęła Florentyna Czupryniak. Udostępniono w niej polonika, czyli książki w języku polskim lub polskich autorów. W zbiorach biblioteki wydanych w latach 1643–1945 odnaleziono 156 polskich druków (w tym 13 starodruków). 
W czytelni spotykali się liderzy organizacji polonijnych (Ligi Kobiet Polskich, Komitetu Koordynacyjnego Polska Wiosna w Mołdawii i Związku Polskiej Młodzieży). We współpracy z polską Biblioteką Narodową organizowano imprezy kulturalne (nie tylko dla Polonii). Po kilku latach czytelnia polska została zlikwidowana, a w jej miejsce w 2007 roku powstała Biblioteka im. Adama Mickiewicza w Kiszyniowie jako filia Biblioteki im. B.P. Hasdeu.

## Moldavica
W 1998 roku Biblioteka Narodowa zainicjowała program Pamięć Mołdawii (Memoria Moldovei) na wzór programu UNESCO Pamięć Świata. Jego celem była identyfikacja i ochrona dziedzictwa narodowego. Do programu zakwalifikowano najcenniejsze zbiory pochodzące nie tylko ze zbiorów Biblioteki Narodowej, ale też innych mołdawskich bibliotek. Gdy w  2010 roku została otwarta biblioteka cyfrowa Biblioteca Națională Digitală Moldavica, w pierwszej kolejności udostępniono w niej zakwalifikowane w programie zbiory.